# Helodon mesenevi
Helodon mesenevi är en tvåvingeart som först beskrevs av Patrusheva 1975.  Helodon mesenevi ingår i släktet Helodon och familjen knott. Inga underarter finns listade i Catalogue of Life.